# Rochusgasse (métro de Vienne)
Rochusgasse est une station de métro de Vienne.

### Accueil

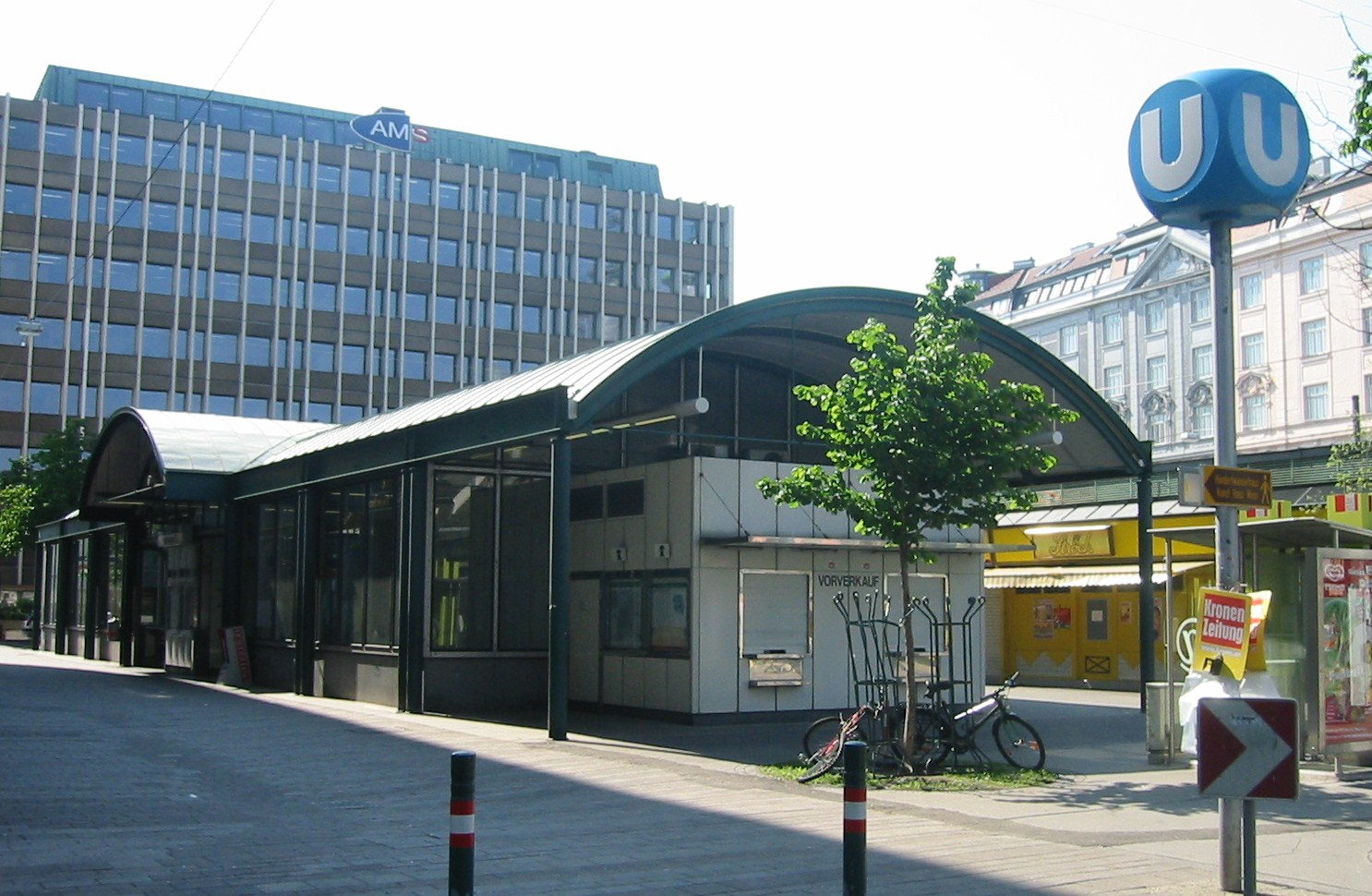
Entrée de la station.